# Postgeschichte und Briefmarken des Freistaates Ikaria

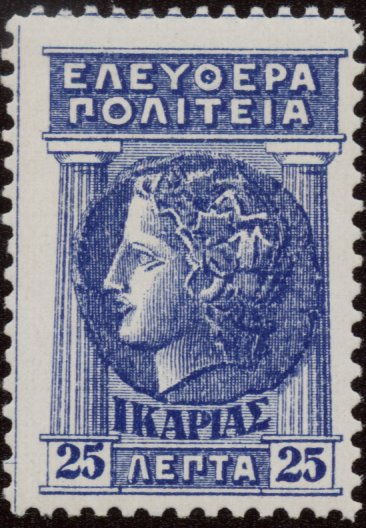
25 Lepta Briefmarke des Freistaates mit dem Bildnis von Penelope, der Frau des Odysseus.

Der Freistaat Ikaria in der östlichen Ägäis war bis zum 17. Julijul. / 30. Juli 1912greg. Teil des Osmanischen Reiches und an dessen Postdienst angeschlossen. Ein selbständiger Postdienst, organisiert vom Verwaltungsrat der Insel, bestand von Juli bis November 1912. Danach übernahm die griechische Militärverwaltung den Postdienst, wobei lokal hergestellte sowie aus Athen gelieferte Aufdruck-Provisorien auf griechischen Urmarken verwendet wurden. Nachdem Ikaria im Juni 1913 offiziell Teil Griechenlands geworden war, übernahm die griechische Post die postalische Versorgung der Insel und verwendete seither griechische Briefmarken.

## Verwendung eines speziellen Entwertungsstempels
In den ersten drei Monaten zwischen der Gründung des Freistaates am 31. Juli und der Ausgabe der ersten eigenen Briefmarken am 21. Oktober 1912 blieben die auf Ikaria vorhandenen türkischen Briefmarken gültig, die allerdings mit einem neu geschaffenen Gummihandstempel entwertet wurden. Dieser runde Stempel mit 40 mm Durchmesser zeigt im Zentrum ein gleichschenkliges Kreuz (wie auf der Staatsflagge), umgeben von der Inschrift ΤΑΧΥΔΡΟΜΕΙΟΝ ΕΛΕΥΘΕΡΑΣ ΙΚΑΡΙΑΣ (Post des Freistaates Ikaria).

## Briefmarken des Freistaates
Am 8. Oktoberjul. / 21. Oktober 1912greg. kamen die bei der Druckerei Grundmann & Co in Athen im Steindruckverfahren hergestellten Briefmarken an die Postschalter. Es handelt sich um acht Werte mit einem einheitlichen Design, das ein Medaillon mit dem nach links blickenden Kopf der Penelope vor einem dorischen Säulenportal zeigt. Folgende Werte wurden ausgegeben:
- 2 Lepta orange
- 5 Lepta blaugrün
- 10 Lepta rosa
- 25 Lepta ultramarin
- 50 Lepta violett
- 1 Drachme schwarzbraun
- 2 Drachmen dunkelrosa
- 5 Drachmen schwarzschiefer

## Briefmarken der griechischen Besatzung

Briefmarke zu 3 Lepta, Aufdruck auf einer griechischen Urmarke, Januar 1913

Während des Ersten Balkankriegs besetzten griechische Truppen die Inseln am 4. Novemberjul. / 17. November 1912greg.. Ende Januar 1913 gelangte für nur drei Tage eine Serie von griechischen Briefmarken der Ausgaben 1911 und 1913 zum Verkauf, die mit einem senkrechten Handstempelaufdruck versehen wurden. Dieser lokale, grob ausgeführte Aufdruck zeigt den Schriftzug ΕΛΛΗΝΙΚΗ ΔΙΟΚΗΣΙΣ (griechische Verwaltung). Derartige Aufdrucke wurden zur gleichen Zeit auch von den griechischen Postämtern in den im Ersten Balkankrieg besetzten Gebieten des Osmanischen Reiches verwendet, allerdings waren diese Aufdrucke sorgfältig im Buchdruck-Verfahren hergestellt worden. Die Serie besteht aus sieben Werten:
- 1 Lepton grün, Hermeskopf nach rechts der Ausgabe 1913, Urmarke im Steindruck-Verfahren hergestellt
- 2 Lepta rosa, Götterbotin Iris, Stichtiefdruck-Ausgabe 1911
- 2 Lepta rosa, Götterbotin Iris, Steindruck-Ausgabe 1913
- 3 Lepta rot, Hermeskopf nach rechts, Stichtiefdruck-Ausgabe 1911
- 3 Lepta rot, Hermeskopf nach rechts, Steindruck-Ausgabe 1913
- 5 Lepta grün, Hermes bindet seine Sandalen, Steindruck-Ausgabe 1913
- 10 Lepta rosa, Hermeskopf nach rechts der Steindruck-Ausgabe 1913

Bereits im Februar 1913 wurden die in Athen hergestellten Marken für die besetzten Gebiete im Osmanischen Reich an den Postschaltern verkauft und nach der formellen Annexion Ikarias im Juni 1913 wurden gewöhnliche griechische Briefmarken verwendet.
In den Michel-Katalogen werden die Briefmarken des Freistaates unter Ikarien gelistet.